# Navua
Navua es un poblado ubicado en la isla de Viti Levu y cuenta con una población de más de 5000 habitantes.

## Historia
Navua es una de las locaciones más importantes de la industria alimentaria de Fiyi, donde tuvo su auge en el periodo colonial al ser sede de varias fábricas productoras de azúcar, pero la mayoría de esas fábricas fueron cerradas a causa de la crisis económica.

## Deporte
El poblado es la sede del Navua FC, club de fútbol que participa en la Liga Nacional de Fútbol de Fiyi.